# Brazil International 1993
Die Brazil International 1993 (auch São Paulo International 1993 oder São Paulo Cup 1993 genannt) im Badminton fanden vom 20. bis zum 21. November 1993 in São Paulo statt.

## Titelträger
| Disziplin    | Sieger                          |
| ------------ | ------------------------------- |
| Herreneinzel | Leandro Santos                  |
| Dameneinzel  | Patrícia Finardi                |
| Herrendoppel | Huang Shuan Paulo Fam           |
| Damendoppel  | Hao Min Huai Sandra Miashiro    |
| Mixed        | Leandro Santos Patrícia Finardi |